# Friedrich August Wolf
Friedrich August Wolf (Hainrode, 15 de fevereiro de 1759 — Marselha, 8 de agosto de 1824) foi um filólogo alemão, conhecido por sistematizar questionamentos em relação à autoria da Ilíada e Odisseia que, segundo ele, não foram escritas exclusivamente por Homero. Entre as suas obras conta-se Prolegomena ad Homerum (1795).

## Vida
Friedrich August Wolf, considerado o "pai da filologia alemã", foi filho de um mestre de coral e organista (em alemão: "Kantor") de escola. Recebeu sua educação no ginásio de Nordhausen, local em que foi incentivado a estudar línguas antigas e literatura grega e romana. Considerado um estudante aplicado, destacou-se por sua capacidade autodidata. 
Em 1777, inscreve-se no curso de Filologia na Universidade de Göttingen. Quando na universidade, estava já tão acostumado a estudar sozinho, que mal comparecia as aulas (em alemão: "Vorlesungen") e, desta forma, possuía um círculo muito pequeno de amizades. Nessa época, deu aulas particulares de grego, latim e inglês a alguns desses amigos. Em 1779, ainda no quinto semestre de seu curso, tornou-se professor de escola, após um teste de preleção (em alemão: "Probelektion"). Pouco tempo depois, no ano de 1782, se tornaria diretor de uma escola local (cidade de "Ostrode im Harz") e, no ano seguinte, após uma edição que fez de O Banquete de Platão, recebe o cargo de professor de pedagogia filológica na Universidade de Halle.
Com o tempo, Wolf aos poucos se distancia do seu foco em pedagogia e dedica-se, especialmente após a fundação do Departamento de Filologia (em alemão: "das philologische Seminar") na Universidade de Halle em 1787, a atividade de professor e escritor de antiguidade greco-romana. Ali procurou criar uma nova concepção de ciência, que denominou "ciência da antiguidade" (em alemão: "Altertumswissenschaft"). Entre os anos 1783 a 1806, além de procurar em suas aulas esclarecer o sistema dessa nova ciência, manteve uma incrível produção acadêmica, o que fez de Halle uma das mais importantes universidades para o estudo da filologia nessa época".
A partir de 1806, torna-se amigo de Wilhelm von Humboldt e, entre 1807 e 1810, trabalhou no planejamento e na fundação da Universidade de Berlim, local em que passou a dar aulas, entre 1809 e 1811. Entre 1811 e 1824, ofereceu conferências na Academia de Ciências da Prússia em Berlim. Em 1824 viaja para o sul da França (Marselha), a fim de se recuperar de uma doença, algo que se mostrou infrutífero. Veio a falecer em 8 de agosto de 1824.

## Obra (seleção)
- Friedrich August Wolf: Antiquitäten von Griechenland. Hammerde, Halle 1787.
- Friedrich August Wolf: Darstellung der Alterthums-Wissenschaft. Berlim 1807. (reed. Acta Humaniora. Weinheim 1986) ISBN 3-527-17552-0
- Friedrich August Wolf: Encyclopädie der Philologie. Expedition d. Europ. Aufsehers, Leipzig 1831
- Friedrich August Wolf: Kleine Schriften in lateinischer und deutscher Sprache. Olms, Hildesheim 2003 
  - Vol. 1. Scripta latina. ISBN 3-487-12033-X
  - Vol. 2. Deutsche Aufsätze. ISBN 3-487-12034-8
- Friedrich August Wolf: Prolegomena zu Homer. 1795. Reclam, Leipzig [1908] (alemão.)
- Friedrich August Wolf: Prolegomena to Homer. 1795. Princeton Univ. Press, Princeton, N.J. 1985. (inglês) ISBN 0-691-10247-3
- Friedrich August Wolf, Philipp Buttmann: Museum der Alterthumswissenschaften. Realschulbuchhandlung, Berlim 1807, volume 1
- Friedrich August Wolf, Philipp Buttmann: Museum der Alterthumswissenschaften. Realschulbuchhandlung, Berlim 1810, volume 2
- Friedrich August Wolf (Hrsg.): Literarische Analekten vorzüglich für alle Literatur und Kunst, deren Geschichte und Methodik. 4 partes, G.C. Nauck, Berlim (1816 e 1818)